# Le Moutherot
Le Moutherot est une commune française située dans le département du Doubs, la région culturelle et historique de Franche-Comté et la région administrative Bourgogne-Franche-Comté.
Ses habitants sont appelés Moutherotés et Moutherotées.

## Géographie
À 323 m d'altitude, Le Moutherot est à 22 km à vol d'oiseau de la ville de Besançon.
La localité est très à l'écart des grands axes de circulation. On y accède par Jallerange ou Étrabonne. L'accès le plus proche à l'autoroute A36 est à environ 13 km.
Le village se situe sur une élévation dominant de 100 m la contrée environnante. Il bénéficie d'un vaste panorama sur la contrée doucement vallonnée, située entre les cours du Doubs au sud, et de l'Ognon au nord. Par temps clair, on peut voir le Mont-Blanc, le Mont Poupet et le Ballon d'Alsace
Le territoire de cette commune de 1,3 km2 comporte une zone au sud de l'Ognon. La plus grande partie de la commune occupe la colline du Moutherot, où se trouve, à 324 m d'altitude, le point culminant du territoire. Cette hauteur constitue le contrefort nord-est de Massif de la Serre. Outre la zone urbanisée, la colline est occupée par des champs, alors que les pentes sont principalement boisées. Au nord et à l'est, le territoire communal s'étend jusqu'à la vallée de l'Ognon.

### Climat
Pour des articles plus généraux, voir Climat de la Bourgogne-Franche-Comté et Climat du Doubs.
En 2010, le climat de la commune est de type climat des marges montargnardes, selon une étude du Centre national de la recherche scientifique s'appuyant sur une série de données couvrant la période 1971-2000. En 2020, Météo-France publie une typologie des climats de la France métropolitaine dans laquelle la commune est exposée à un climat semi-continental et est dans la région climatique  Jura, caractérisée par une forte pluviométrie en toutes saisons (1 000 à 1 500 mm/an), des hivers rigoureux et un ensoleillement médiocre. 
Pour la période 1971-2000, la température annuelle moyenne est de 10,3 °C, avec une amplitude thermique annuelle de 17,5 °C. Le cumul annuel moyen de précipitations est de 1 029 mm, avec 12,9 jours de précipitations en janvier et 9 jours en juillet. Pour la période 1991-2020, la température moyenne annuelle observée sur la station météorologique de Météo-France la plus proche, « Dannemarie-sur-Crète », sur la commune de Dannemarie-sur-Crète à 11 km à vol d'oiseau, est de 11,3 °C et le cumul annuel moyen de précipitations est de 1 066,6 mm. 
La température maximale relevée sur cette station est de 39,9 °C, atteinte le 25 juillet 2019 ; la température minimale est de −22 °C, atteinte le 9 janvier 1985,,. 
Les paramètres climatiques de la commune ont été estimés pour le milieu du siècle (2041-2070) selon différents scénarios d'émission de gaz à effet de serre à partir des nouvelles projections climatiques de référence DRIAS-2020. Ils sont consultables sur un site dédié publié par Météo-France en novembre 2022.

## Urbanisme

### Typologie
Au 1er janvier 2024, Le Moutherot est catégorisée commune rurale à habitat dispersé, selon la nouvelle grille communale de densité à 7 niveaux définie par l'Insee en 2022.
Elle est située hors unité urbaine. Par ailleurs la commune fait partie de l'aire d'attraction de Besançon, dont elle est une commune de la couronne,. Cette aire, qui regroupe 310 communes, est catégorisée dans les aires de 200 000 à moins de 700 000 habitants,.

### Occupation des sols
L'occupation des sols de la commune, telle qu'elle ressort de la base de données européenne d’occupation biophysique des sols Corine Land Cover (CLC), est marquée par l'importance des territoires agricoles (78,7 % en 2018), une proportion identique à celle de 1990 (78,7 %). La répartition détaillée en 2018 est la suivante : 
prairies (78,7 %), forêts (21,3 %). L'évolution de l’occupation des sols de la commune et de ses infrastructures peut être observée sur les différentes représentations cartographiques du territoire : la carte de Cassini (XVIIIe siècle), la carte d'état-major (1820-1866) et les cartes ou photos aériennes de l'IGN pour la période actuelle (1950 à aujourd'hui).

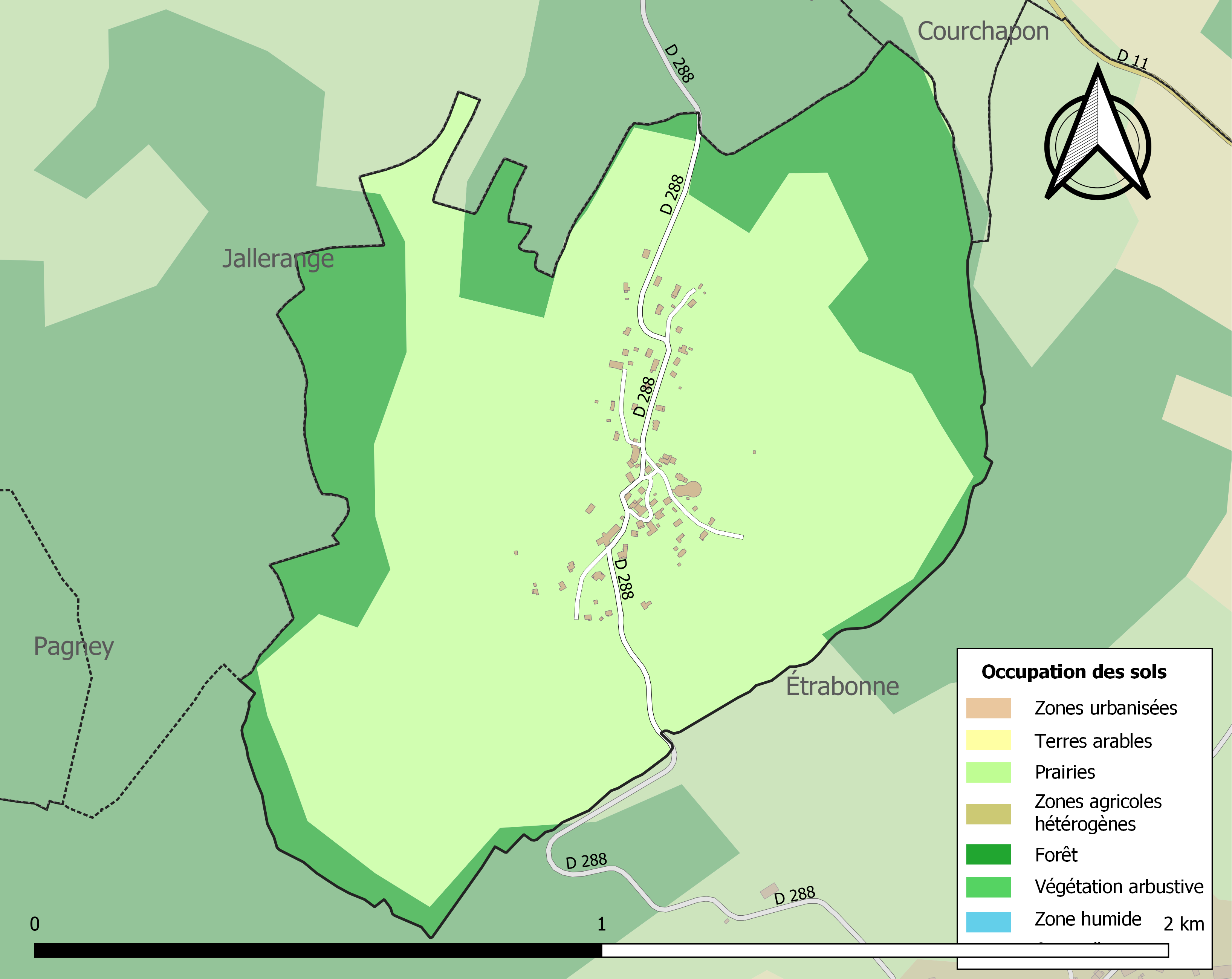
Carte des infrastructures et de l'occupation des sols de la commune en 2018 (CLC).

## Toponymie
Monasterium en 1130 ; De Monasterio en 1180 ; Mosserat en 1408 ; Mousterot en 1584 ; Le Mosterot en 1748.

## Histoire
Avec le reste de la Franche-Comté, Le Moutherot est définitivement rattaché à la France en 1678, lors de la Paix de Nimègue.
En 1972, le village, de même que Courchapon, est réuni à Jallerange, mais il reprend son autonomie en 1985.

## Politique et administration

### Rattachements administratifs et électoraux
La commune fait partie de l'arrondissement de Besançon du département du Doubs,  en région Bourgogne-Franche-Comté. Pour l'élection des députés, elle dépend de la première circonscription du Doubs.
La commune faisait partie depuis 1801 du canton d'Audeux. Dans le cadre du redécoupage cantonal de 2014 en France, la commune fait désormais partie du canton de Saint-Vit.

### Intercommunalité
La commune faisait partie de la Communauté de communes des Rives de l'Ognon créée le 9 décembre 2002. Celle-ci a fusionné avec une autre pour former, le 1er janvier 2014 la communauté de communes du Val marnaysien, située principalement en Haute-Saône et en partie dans le département du Doubs, dont la commune est désormais membre.

### Liste des maires
| Période                                  | Période                   | Identité                                     | Étiquette | Qualité              |
| ---------------------------------------- | ------------------------- | -------------------------------------------- | --------- | -------------------- |
| Les données manquantes sont à compléter. |                           |                                              |           |                      |
| mars 2008                                | 2014                      | Valéry Vanlande                              |           | Éducateur spécialisé |
| 2014                                     | En cours (au 31 mai 2020) | Alain Theurel Réélu pour le mandat 2020-2026 | SE        | Retraité des douanes |

## Démographie
L'évolution du nombre d'habitants est connue à travers les recensements de la population effectués dans la commune depuis 1793. Pour les communes de moins de 10 000 habitants, une enquête de recensement portant sur toute la population est réalisée tous les cinq ans, les populations de référence des années intermédiaires étant quant à elles estimées par interpolation ou extrapolation. Pour la commune, le premier recensement exhaustif entrant dans le cadre du nouveau dispositif a été réalisé en 2006.

En 2022, la commune comptait 132 habitants, en évolution de +2,33 % par rapport à 2016 (Doubs : +1,88 %, France hors Mayotte : +2,11 %).
| 1793 | 1800 | 1806 | 1821 | 1831 | 1836 | 1841 | 1846 | 1851 |
| ---- | ---- | ---- | ---- | ---- | ---- | ---- | ---- | ---- |
| 134  | 115  | 124  | 111  | 117  | 120  | 103  | 107  | 100  |

| 1856 | 1861 | 1866 | 1872 | 1876 | 1881 | 1886 | 1891 | 1896 |
| ---- | ---- | ---- | ---- | ---- | ---- | ---- | ---- | ---- |
| 86   | 83   | 80   | 84   | 72   | 70   | 69   | 72   | 67   |

| 1901 | 1906 | 1911 | 1921 | 1926 | 1931 | 1936 | 1946 | 1954 |
| ---- | ---- | ---- | ---- | ---- | ---- | ---- | ---- | ---- |
| 74   | 82   | 60   | 44   | 47   | 35   | 35   | 28   | 26   |

| 1962 | 1968 | 1975 | 1990 | 1999 | 2006 | 2011 | 2016 | 2021 |
| ---- | ---- | ---- | ---- | ---- | ---- | ---- | ---- | ---- |
| 20   | 23   | 30   | 61   | 78   | 97   | 129  | 129  | 129  |

| 2022 | - | - | - | - | - | - | - | - |
| ---- | - | - | - | - | - | - | - | - |
| 132  | - | - | - | - | - | - | - | - |

Avec 120 habitants (2010), Le Moutherot est une des communes les moins peuplées du département du Doubs. Après que le nombre d'habitants a nettement diminué durant la première moitié du XXe siècle (en 1906, on comptait 82 habitants), une forte croissance démographique est enregistrée à partir du milieu des années 1970, explicable par la situation attrayante du village. Depuis, la population a presque quintuplé.

## Économie
Jusque tard durant le XXe siècle, Le Moutherot est un village façonné par le travail de la terre (agriculture, viticulture et élevage). Maintenant encore, les habitants vivent principalement d'activités du secteur primaire. En dehors de celui-ci, il existe peu d'autres emplois dans le village. Quelques actifs effectuent des déplacements pendulaires pour aller travailler dans de plus grandes localités environnantes ou dans l'agglomération de Besançon[réf. nécessaire].
Le vin du Moutherot. Le vignoble, autrefois de trente hectares et composé de petites parcelles familiales, avait presque totalement disparu. En 1987, quarante ares sont replantés patiemment sur cette terre argilo-calcaire qui fit la réputation du coteau au XIXe siècle en cépage chardonnay, mais aussi un peu de pinot noir. En 2015, huit hectares, dont six de Chardonnay et deux hectares de Pinot noir, sont cultivés sans engrais ni produits chimiques, uniquement avec du compost et les vendanges sont manuelles.

## Culture locale et patrimoine

### Lieux et monuments
La chapelle Saint Pierre, à une seule nef, de plan cruciforme, a été reconstruite en 1754 par les moines bénédictins de Mont-Roland. Elle présente un clocher-mur.

### Personnalités liées à la commune
- Yvonne Munier, épouse Lambert, née au Moutherot en 1903, fit partie des Forces françaises combattantes, en 1944, où elle prit une part active dans la Résistance. Elle a permis le ravitaillement des maquisards et accueilli à son domicile des membres de l’Intelligence Service. Elle a été l’une des premières mairesses, de 1955 à 1971[23].

### Héraldique
| Blason de Le Moutherot | Blason  | Tranché : au 1) d’argent à l’église d’azur couverte de sable, au 2) de gueules à la grappe de raisin tigée et feuillée d’or au franc canton dextre d’azur semé de billettes aussi d’or, au lion du même brochant. |
| Blason de Le Moutherot | Détails | Le statut officiel du blason reste à déterminer. |